# Ingeniero Barbet
Ingeniero Barbet är en ort i Argentina.   Den ligger i provinsen Chaco, i den nordöstra delen av landet, 900 km norr om huvudstaden Buenos Aires. Ingeniero Barbet ligger 68 meter över havet och antalet invånare är 277.
Terrängen runt Ingeniero Barbet är mycket platt. Runt Ingeniero Barbet är det glesbefolkat, med 9 invånare per kvadratkilometer.. Närmaste större samhälle är Colonia Elisa, 7,7 km nordväst om Ingeniero Barbet.
I omgivningarna runt Ingeniero Barbet växer huvudsakligen savannskog.